# Kuh Ledesma
María Socorro Ledesma, también conocido como Kuh Ledesma (Bacólod, 16 de marzo de 1955), es una popular cantante de música pop y de jazz y actriz filipina. Ledesma ha estado trabajando durante 25 años en la industria de la música que abarca con más de 300 conciertos, numerosos premios en las Filipinas, y 18 discos en la industria de la grabación en su país de origen. Fue la primera cantante filipina que se conviera en un receptor de la Salem Music Awards en Londres en marzo de 1989. En 1997 lanzó su álbum debut internacional "Preciosos" en colaboración con los mejores de cantante de América y Filipinas, entre ellos compositores, arreglistas y músicos. Ella tiene una hija llamada Isabel González, estaba casada con Luisito "Louie" González (Presidente Elpidio Quirino's nieto). Vicky González, la madre de Quirino, hija del expresidente, se casó con Francisco Delgado, un magnate, después de la muerte de su primera esposa. Ledesma González y el exmarido se entregó voluntariamente al NBI el 16 de julio de 2008, después de una orden de detención por homicidio y lesiones físicas, fue emitida al Tribunal Regional de la Primera Instancia de Manila La subdivisión de 32 en el caso de Thelma Medina del Juez en medio de la Corte de Apelaciones de 'revisión del caso. González fue acusado por el asesinato de su hermano Federico Delgado y el 10 de marzo de 2007, que fue encontrado muerto con múltiples heridas de arma blanca. Al parecer tuvo más adelante un nuevo nacimiento cristiano.

## En la cinematografía
Ledesma actuó en películas como Oro, Plata, Mata, Tinimbang esp Langit, El año de vivir peligrosamente.

## En el teatro
Ledesma realizó su actuación en Rama Hari y Kapinangan.

## En la televisión
Ledesma ha producido varios especiales de televisión incluyendo el galardonado programa, por acuerdo especial Kuh. También fue coanfitriona el domingo en el show de variedades ASAP Mania

## Actuaciones internacionales
En marzo de 1990, Ledesma actuó como artista invitada en un Gilbert BECAUD 's de televisión en París, Francia, donde cantó Bulaklak (La Rosa) en tres idiomas (tagalo o filipino, inglés y francés). En julio de 1990, fue la representante de Filipinas como la artista-en especial en la televisión, la Tierra 90 en Tokio, Japón. Tierra 90 fue un espectáculo que se celebraba la importancia del medio ambiente y fue transmitido simultáneamente en torno a 80 países. Ledesma actuó entonces en el escenario con artistas como Olivia Newton John y John Denver. En el mismo año, Ledesma también se suman a la NHK-Kayo desfile en Tokio. En 1991, Ledesma aceptó la invitación para ser miembro del jurado en el Miss Universo de belleza en Las Vegas, EE. UU.
En 1982, Ledesma fue elegida por el director internacional, Peter Weir, para desempeñar el papel de Tiger Lily, en la película, y El año de vivir peligrosamente, a trabajar con los actores Mel Gibson y Sigourney Weaver. Después de convertirse en una modelo de Lux jabón en Filipinas de 1984 a 1990, Ledesma también actuó en una serie de anuncios impresos y comerciales de televisión para Lux en Singapur desde 1988 hasta 1989, y en Indonesia en 1992.